# Lelewo
Lelewo [pronunciación en polaco: /lɛˈlɛvɔ/] es un pueblo ubicado en el distrito administrativo de Gmina Nasielsk, dentro del Condado de Nowy Dwór Mazowiecki, Voivodato de Mazovia, en el este de Polonia central. Se encuentra aproximadamente a 8 kilómetros al suroeste de Nasielsk, a 15 kilómetros al norte de Nowy Dwór Mazowiecki, y a 44 kilómetros al noroeste de Varsovia.